# Praslinia cooperi
Praslinia cooperi és una espècie d'amfibis gimnofions de la família Caeciliidae. És monotípica del gènere Praslinia.
És endèmica de les illes Seychelles. El seu nom deriva de l'illa Praslin.